# Верхнелужицкий дом

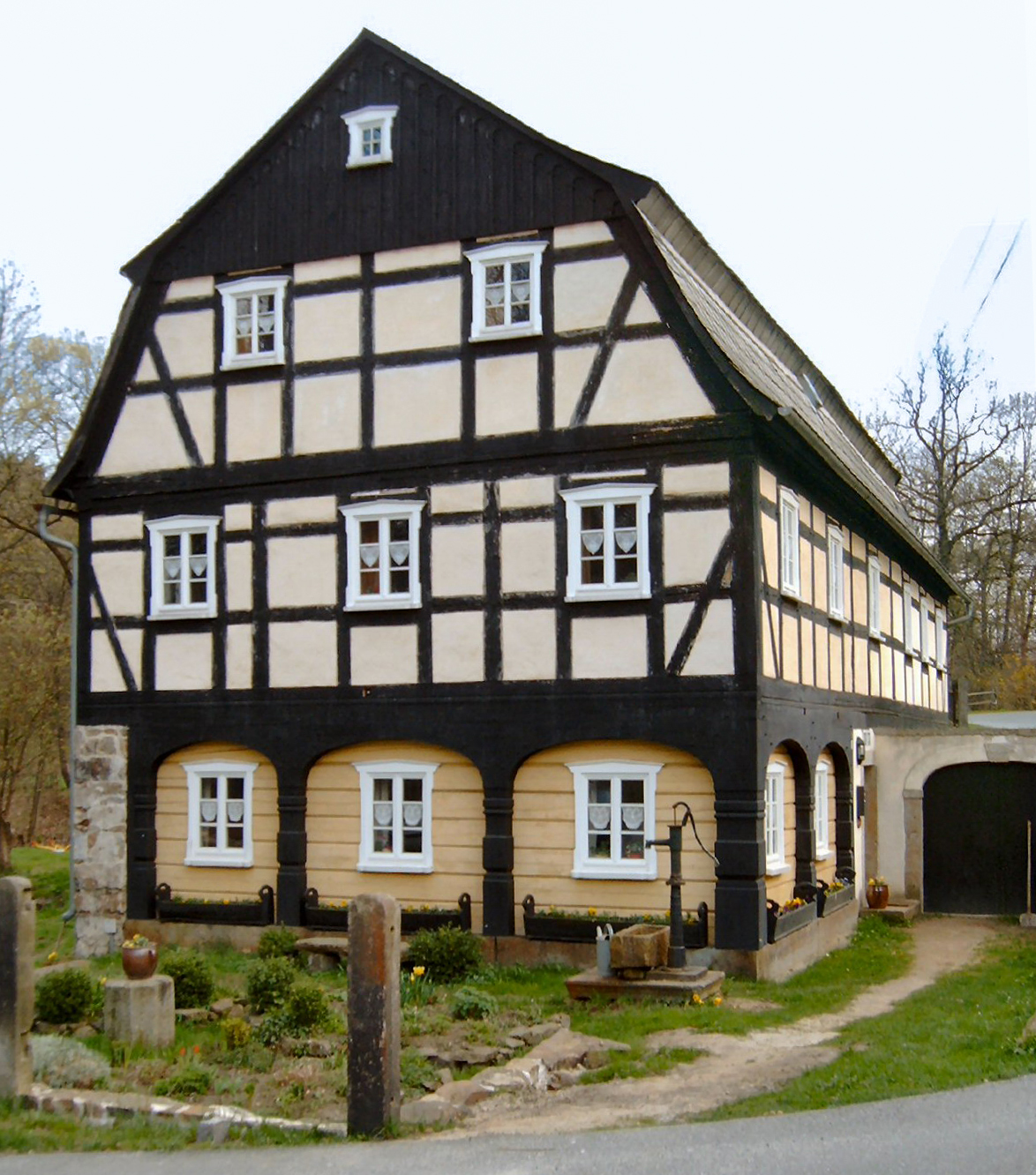
Бывшая мельница в Ширгисвальде

Верхнелужицкий дом — особый тип дома, сочетающий в себе бревенчатую, фахверковую и кирпичную либо бетонную конструкции. Дома, построенные по этой технологии сохранились в Нижней Силезии, Верхней Лужице, на севере Чехии, в Эльбских песчаниковых горах, Нижней Лужице, Рудных горах, в Фогтланде, на северо-западе и юго-западе Саксонии, на северо-востоке Баварии и в восточной Тюрингии.

## Характеристика

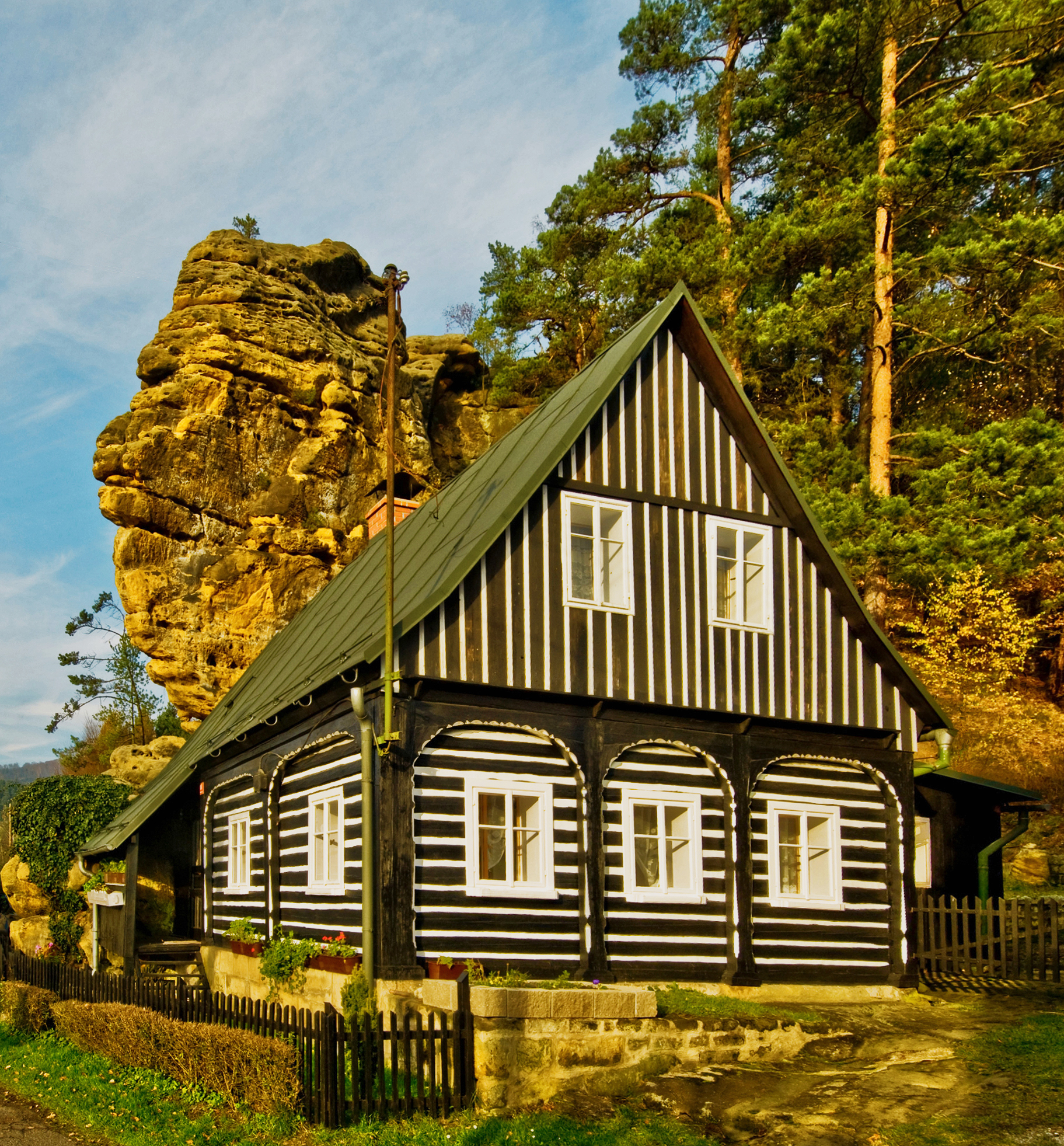
Фахверковый дом в Йетржиховице (нем. Dittersbach), Чешская Швейцария, Чехия

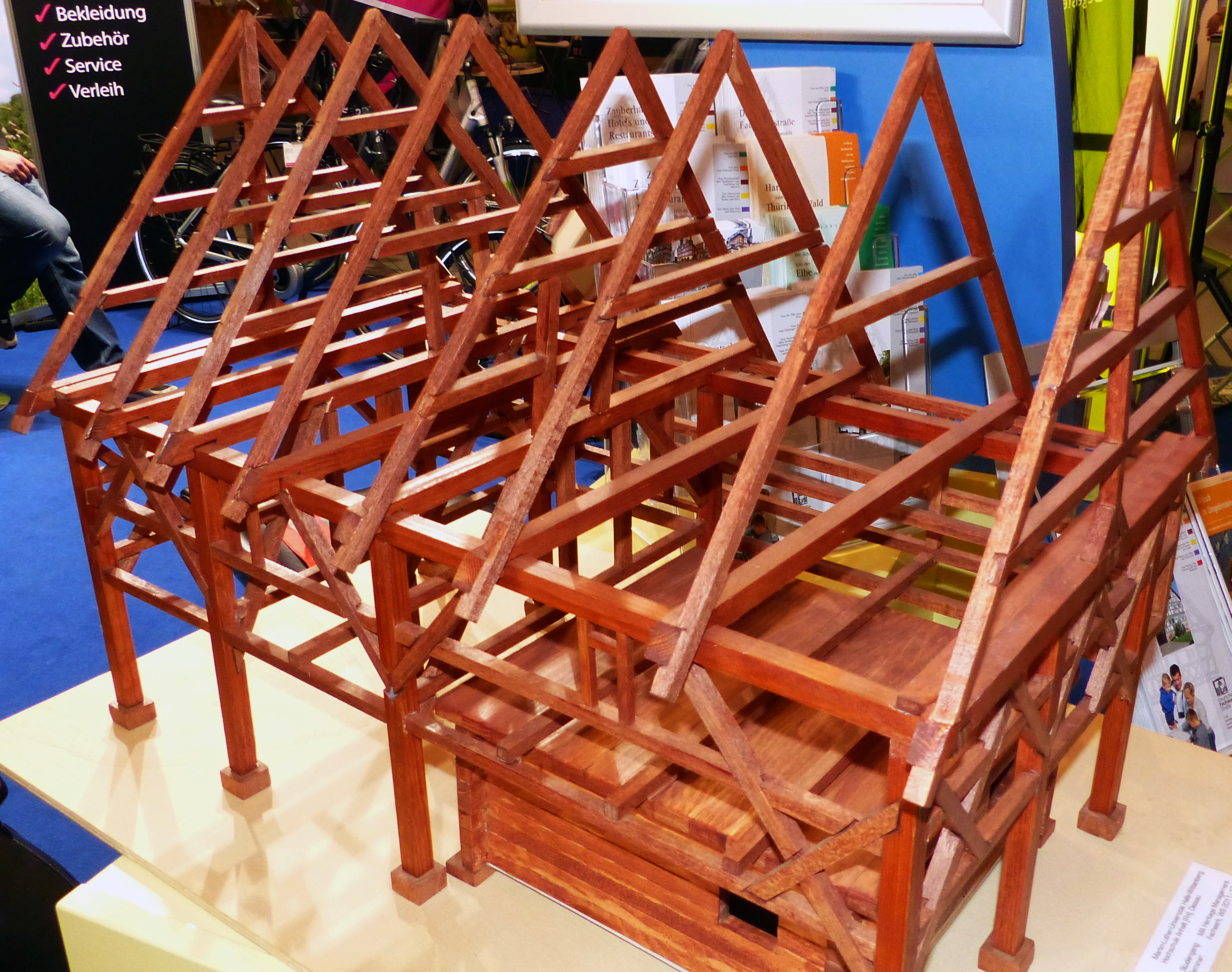
модель

Для верхнелужицкого дома характерно конструктивное разделение первого этажа и крыши или первого этажа и верхнего этажа. Основной характеристикой является "деревянная опорная система, которую ставят с двух или трех сторон вокруг деревянного сруба с целью снятия нагрузки крыши (для одноэтажных домов) или крыши и верхнего этажа (для двухэтажные дома) ". Крыша или верхний этаж дома опирается на несущий каркас из деревянных балок (хомутов каркаса), который снаружи выглядит как полукруглые деревянные арки. Нижнее помещение таким образом накрыто каркасом, но конструктивно с ним никак не связано. Таким образом, две составляющих дома — нижнее помещение и верхний этаж, стоящий на деревянных опорах, статически друг от друга независимы.
Верхнелужицкие дома — это дома барачного типа . Коридор проходит через дом и разделяет первый этаж на жилую и хозяйственную части. Деревянный сруб, в котором находится жилые помещения, обычно располагается в восточной или южной части для защиты от влаги. Рядом с жилой зоной располагаются подсобные помещения, сложенные из камня (чаще всего из природного камня), например, конюшни и кладовые. В некоторых случаях вместо подсобных помещений строилась еще одна жилая зона.
Над деревянным срубом расположен либо второй этаж, либо крыша, которые опираются трехстороннюю конструкцию из деревянных балок, укрепленную кронштейнами и оголовниками. Сруб, находящийся под этой конструкцией, конструкционно никак с ней не связан и может быть перестроен или переделан независимо.

## История верхнелужицкого дома

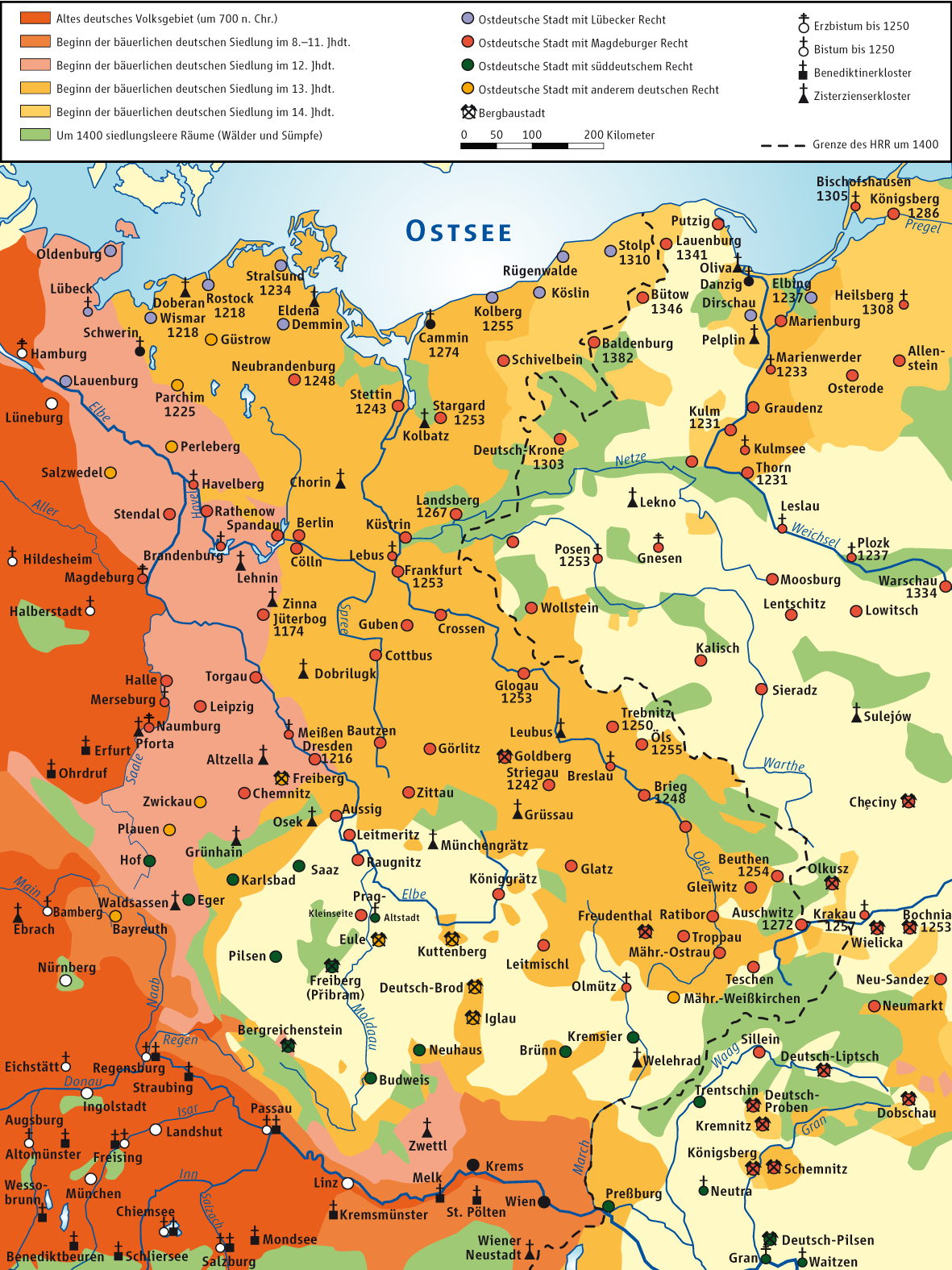
Этапы расселения немцев на востоке по Вальтеру Куну

Славянские народы в основном строили дома из бревен (срубы), которые лучше всего подходили к местному климату. Немецкие поселенцы, пришедшие на славянские территории в XIII веке, принесли с собой технику фахверк, метод строительства, который уже зарекомендовавшему себя как стабильный и экономичный, к тому же он позволял возводить дома выше одного этажа. Однако оказалось, что из-за разной осадки древесины напрямую совместить эти два метода строительства невозможно. Только к концу XVIII — началу XIX веков появилась типичная окружная арка, давшая названию типу домов (в немецком языке).

## Верхнелужицкие дома и ткачество
Большинство домохозяйств Нижней Саксонии, Верхних Лужиц и северной Богемии жили за счет домашнего ткачества. Считалось, что ткацкий станок следует размещать на отдельном фундаменте, чтобы остальные постройки не испытывали воздействия от его постоянных вибраций. Кроме того, в бревенчатых помещениях колебания температур гораздо меньше, чем в фахверковых, что позитивно сказывается на качестве тканых изделий. Именно поэтому, считают некоторые исследователи, верхнелужицкий тип строительства домов получил широкое распространение в вышеуказанных областях. Однако другие исследовали не согласны с такой точкой зрения. Например, Франк Делиц, глубоко занимавшийся исследованием верхнелужицких домов, считает эту точку зрения заблуждением, перенесенным из наблюдений за промышленными ткацкими станками.

## Особенности
Интересным элементом многих верхнелужицких домов является дверная коробка из гранита или песчаника, обычно с указанием года постройки здания. Особые художественные элементы над дверью отражали социальный статус хозяина дома. В некоторых областях дверную коробку делали из дерева (Верхние Лужицы) или из сланца. Изредка фронтоны украшены изображением солнца, молнии, солнечными часами или символами, посвященными водному божеству.

## Верхнелужицкие дома сегодня
В настоящее время верхнелужицкие дома, сохранившиеся в уникальных исторических ландшафтах южной Верхней Лужицы, в Силезии и в областях на севере Чехии, находятся под защитой государства. Подсчитано, что всего осталось около 19 000 домов. , в том числе 6000 домов в Верхней Лужице. Саксонская ассоциация народного строительства консультирует владельцев по вопросам ремонта. Большой вклад в защиту, сохранение и учет верхнелужицких домов внес Карл Бернерт.

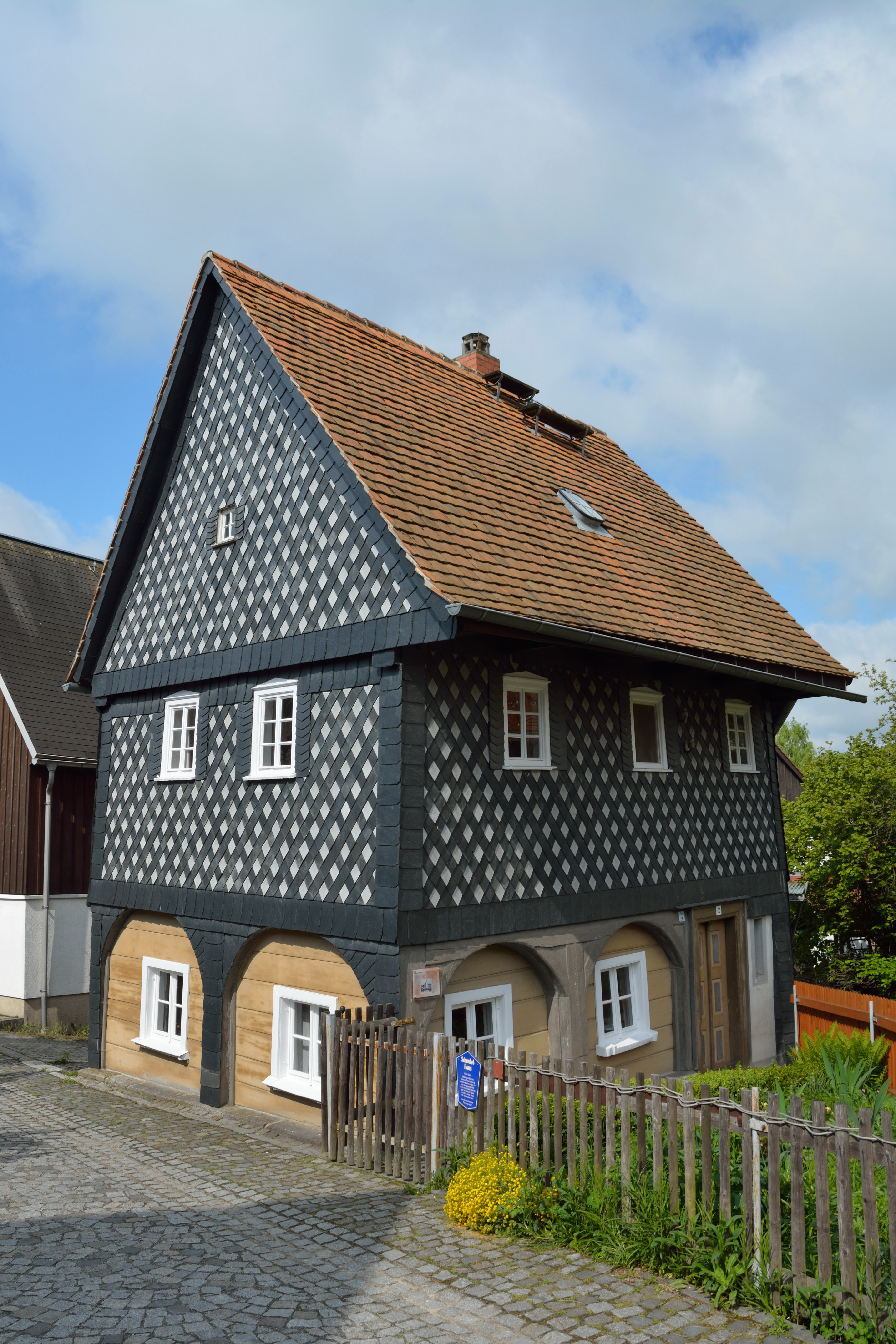
«Шункельхаус» в Оберкуннерсдорфе

К большому сожалению ученых и энтузиастов-историков нижнелужицкие дома сильно страдают от современной модернизации, когда деревянные элементы заменяются владельцами на современные пластиковые аналоги.

## Фильм
- См. немецкую версию статьи.